# Jože Florjančič (politik)
Jože Florjančič, slovenski politik, * 9. januar 1935, Otočec, † 14. april 2018, Maribor.
Leta 1977 je diplomiral na Višji ekonomsko-komercialni šoli v Mariboru. Kot politik je bil med drugim sekretar Občinskega komiteja ZKS Maribor-Tezno (1963-1966), predsednik odbora za družbenoekonomske odnose Skupščine Socialistične republike Slovenije (1969-1972), sekretar Mestnega komiteja ZKS Maribor (1977-1980), podpredsednik izvršnega sveta Skupščine SRS (do 1982), nato do 1983 zvezni sekretar za finance v zveznem izvšnem svetu v Beogradu.  Od 1983 je bil generalni direktor podjetja Hidromontaža v Mariboru. Bil je predsednik odbora za izgradnjo RTV-centra v Mariboru (od 1979).